# Whittier, Alaska

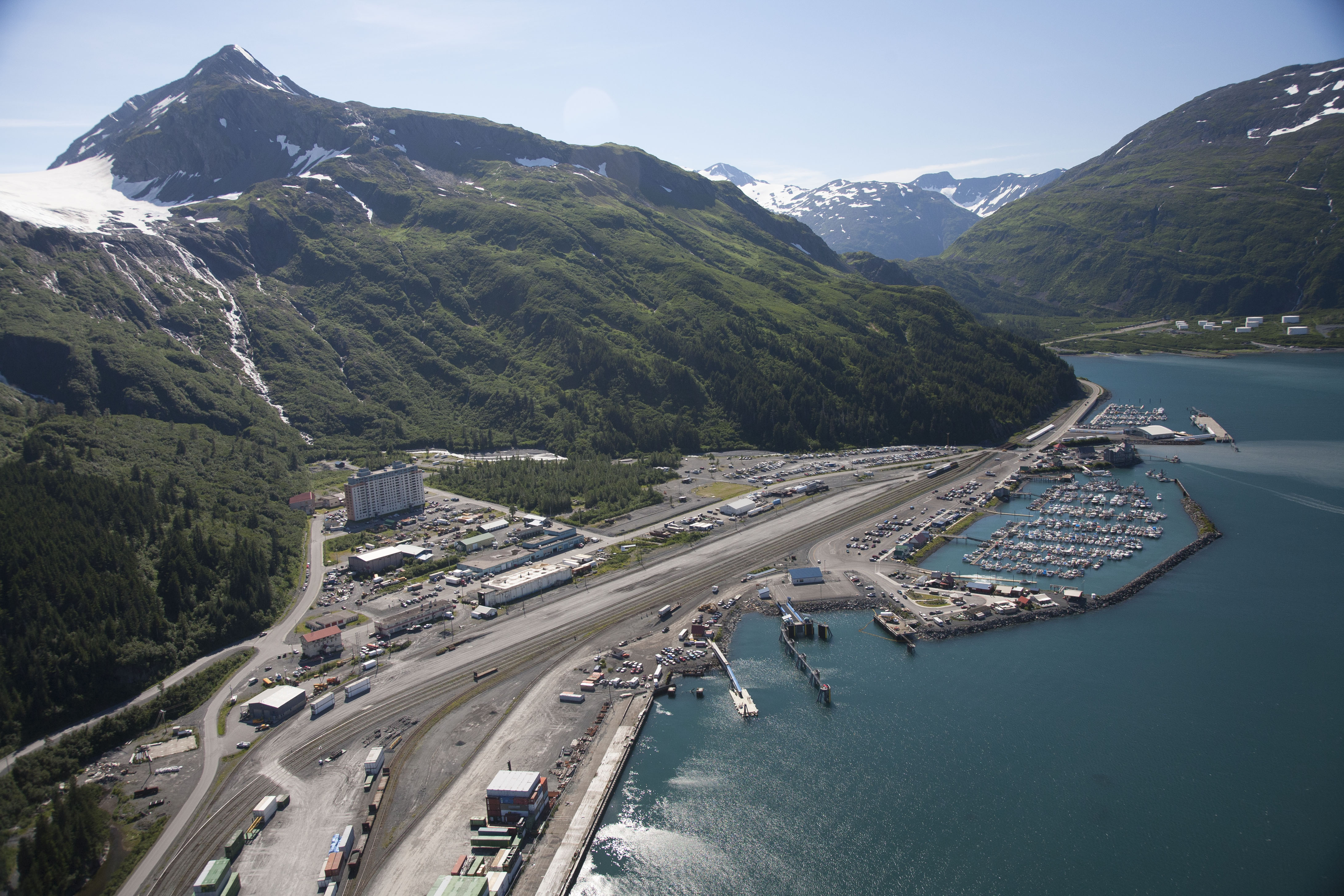
Orașul Whittier

Whittier este un oraș din statul Alaska al Statelor Unite ale Americii, situat la aproximativ 93 km. sud-est de municipiul Anchorage.